# أرموداق
أرموداق هي قرية في مقاطعة ميانة، إيران. عدد سكان هذه القرية هو 943 في سنة 2006.